# Rusłan i Ludmiła
Rusłan i Ludmiła (ros. Руслан и Людмила) – poemat Aleksandra Puszkina z 1820 r. napisany w stylu baśni o porwaniu córki Włodzimierza I Wielkiego, Ludmiły przez czarodzieja i o dzielnym rycerzu Rusłanie, który miał ją uratować.